# تسوبورایا کوکیچی
تسوبورایا کوکیچی (به ژاپنی: 円谷 幸吉, Tsuburaya Kōkichi); ۱۳ مهٔ ۱۹۴۰ – ۹ ژانویهٔ ۱۹۶۸) ورزشکار دو و میدانی اهل ژاپن بود.